# Escudo de Grajera
El escudo de Grajera es uno de los símbolos de Grajera, municipio de la provincia de Segovia, comunidad autónoma de Castilla y León, en España.

## Descripción
El escudo de Grajera fue oficializado el 04 de abril de 2008, y su descripción heráldica es:

«En campo de azur una picota de plata. Bordura de oro cargada de cuatro vuelos de sable puesto al centro del jefe, punta y flancos. Escudo Timbrado de la Corona Real Española.»
Boletín Oficial de Castilla y León nº 180/2008